# 와일드 라이프 (1984년 영화)
《와일드 라이프》(영어: The Wild Life)는 미국에서 제작된 아트 린슨 감독의 1984년 성장 코미디 드라마 영화이다. 크리스 펜, 에릭 스톨츠, 리아 톰프슨 등이 출연하였고, 캐머런 크로가 각본과 제작을 맡았다.

## 출연
- 크리스 펜
- 에릭 스톨츠
- 제니 라이트
- 리아 톰프슨
- 일란 미첼스미스
- 릭 모래니스
- 하트 보크너
- 랜디 퀘이드
- 캐리 앤 워더
- 로버트 리질리
- 잭 키호
- 시몬 화이트
- 마이클 보언
- 앙헬 살라사르
- 딕 루드
- 레지널드 파머
- 셰릴린 펜
- 리오 펜
- 힐디 브룩스
- 리 빙
- 딘 데블린
- 낸시 윌슨
- 벤 스타인
- 키오니 영
- 케빈 피터 홀
- 키튼 나티비다드
- 대니 터커
- 캐머런 크로
- 로니 우드
- 토미 스워들로
- 토니 에퍼
- 테드 화이트
- 게리 라일리
- 윌리엄 브램리

## 기타 제작진
- 공동 제작: 돈 필립스
- 배역: 돈 필립스
- 미술: 윌리엄 샌델
- 세트: 로버트 굴드
- 의상: 매릴린 밴스